# 〜Feels Like First Time !!
『〜Feels Like First Time !!』（フィールズ・ライク・ファースト・タイム）は、双葉理保（後藤邑子）の1枚目のアルバム。2004年12月22日にサイトロン・デジタルコンテンツから発売された。
初回限定盤にはステッカー（3種のうち1種）が封入された。

## 収録曲
1. フローラのTea party [03:43]
『Love Songs♪ アイドルがクラスメ〜ト』より
2. 気紛れシンデレラストーリー〜Lucky girl [03:20]
『SIMPLE2000シリーズ アルティメット Vol.18 ラブ★エアロビ♪』より
3. Dancing in the rain [04:11]
『SIMPLE2000シリーズ アルティメット Vol.18 ラブ★エアロビ♪』より
4. Misty you [04:34]
『SIMPLE2000シリーズ アルティメット Vol.18 ラブ★エアロビ♪』より
5. Good morning [04:05]
『SIMPLE2000シリーズ アルティメット Vol.18 ラブ★エアロビ♪』より
6. 夢を信じて [04:39]
『Love Songs ♪ ADV 双葉理保14歳 〜夏〜』より
7. ハッピ・ゲンキ祭り [03:56]
『Love Songs ♪ ADV 双葉理保14歳 〜夏〜』より
8. チョコパフェ☆大戦争 [04:00]
『LoveSongs♪ADV 双葉理保19歳 〜冬〜』より
9. ひとりのクリスマス [04:38]
『LoveSongs♪ADV 双葉理保19歳 〜冬〜』より
10. フローラのTea party (Trance Remix) [05:29]